# Salia acuminatalis
Salia acuminatalis är en fjärilsart som beskrevs av Walker 1865. Salia acuminatalis ingår i släktet Salia och familjen nattflyn. Inga underarter finns listade.